# Vernaison
Vernaison – miejscowość i gmina we Francji, w regionie Owernia-Rodan-Alpy, w departamencie Rodan.
Według danych na rok 1990 gminę zamieszkiwały 4072 osoby, a gęstość zaludnienia wynosiła 1010 osób/km² (wśród 2880 gmin regionu Rodan-Alpy Vernaison plasuje się na 213. miejscu pod względem liczby ludności, natomiast pod względem powierzchni na miejscu 1585.).